# 布勞烏堡戰役
布勞烏堡戰役又稱作開普敦戰役，是1806年1月8日在開普敦附近爆發的小規模但重要的軍事行動。這次戰役建立英國對南非的統治，影響該地區在19世紀至20世紀期間地發展。2006年1月，雙方舉辦布勞烏堡戰役兩百週年紀念活動。